# Mary-Louise Parker

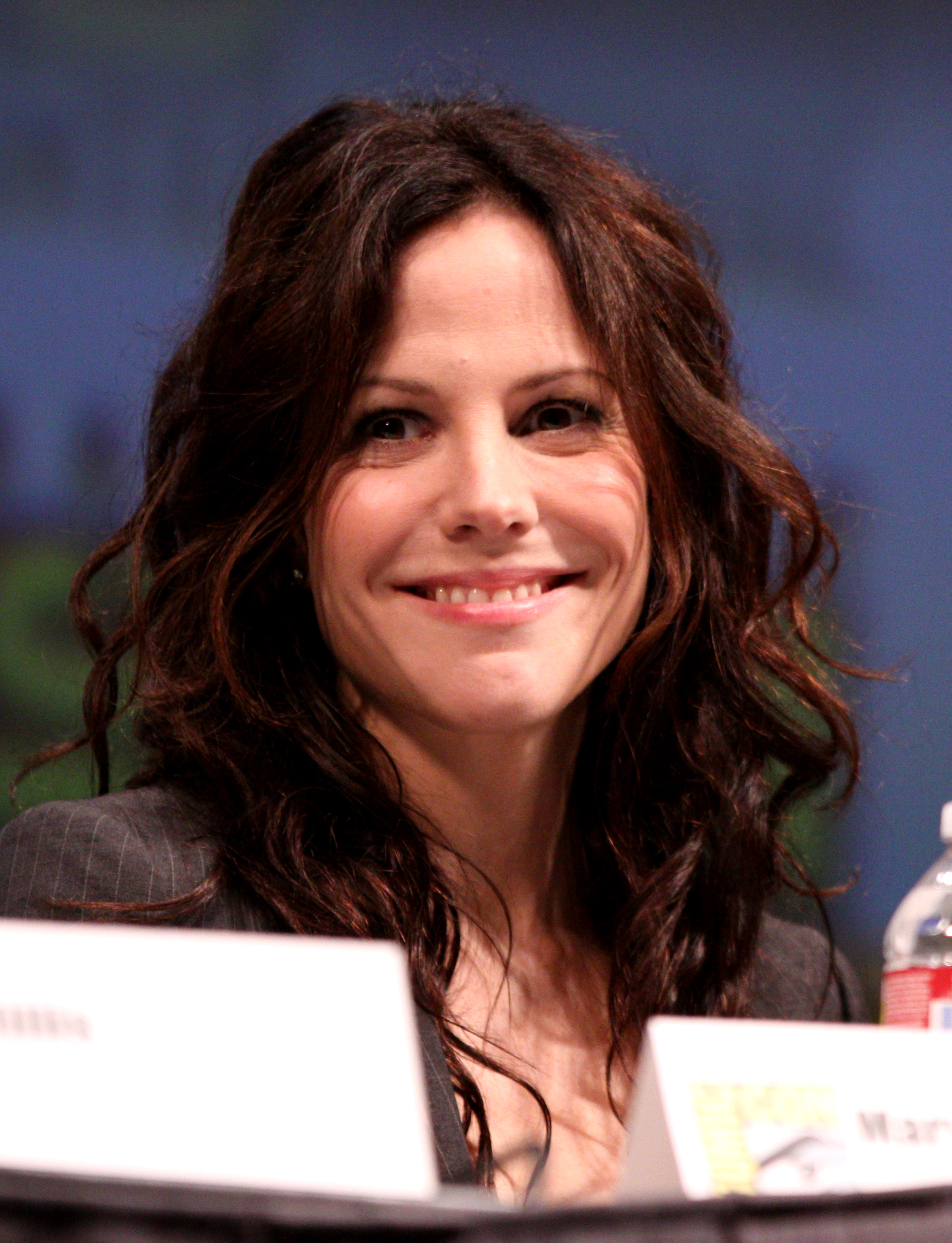
Mary-Louise Parker in San Diego (2010)

Mary-Louise Parker (* 2. August 1964 in Fort Jackson, Columbia, South Carolina) ist eine US-amerikanische Schauspielerin und Golden-Globe-Preisträgerin.

## Schauspielerische Karriere
Mary-Louise Parker gab ihr Schauspieldebüt 1975 in der Fernsehserie Ryan’s Hope. Für ihre Rolle der tablettenabhängigen Harper Pitt in der Fernseh-Miniserie Engel in Amerika erhielt sie 2003 sowohl den Emmy als auch den Golden Globe als Beste Nebendarstellerin. Zwei Jahre später konnte sie für ihre Darstellung der Nancy Botwin in der Fernsehserie Weeds einen weiteren Golden Globe als Beste Darstellerin in einer Komödie gewinnen. Sie spielt auch regelmäßig Theater am Broadway in New York City und bekam 2004 für ihre Leistung in dem Theaterstück Proof einen Tony Award als Beste Schauspielerin.

## Privates
Von 1996 bis 2003 war Parker mit dem Schauspieler Billy Crudup liiert. Am 7. Januar 2004 wurde ein gemeinsamer Sohn geboren, nachdem Crudup sie zwei Monate zuvor verlassen hatte. Im Dezember 2006 begann sie eine Beziehung mit dem Schauspieler Jeffrey Dean Morgan, den sie am Set von Weeds kennenlernte. Die Beziehung hielt bis zum April 2008.
Im September 2007 adoptierte Parker ein Mädchen aus Äthiopien.
Parker lebt in Brooklyn Heights.

## Filmografie
- 1975: Ryan’s Hope (Fernsehserie)
- 1988: Zu jung, ein Held zu sein (Too Young The Hero)
- 1989: Signs of Life
- 1989: Freundschaft fürs Leben (Longtime Companion)
- 1991: Grand Canyon – Im Herzen der Stadt (Grand Canyon)
- 1991: Grüne Tomaten (Fried Green Tomatoes (at the Whistle Stop Cafe))
- 1993: Mr. Wonderful
- 1994: Naked in New York
- 1994: Der Klient (The Client)
- 1994: Wird Annie leben (A Place for Annie)
- 1994: Bullets Over Broadway
- 1995: Kaffee, Milch und Zucker (Boys on the Side)
- 1995: Reckless
- 1995: Der Pate und das Showgirl (Sugartime)
- 1996: Portrait of a Lady
- 1997: Der Macher (The Maker)
- 1997: Der Psycho-Mörder (Murder In Mind)
- 1998: Legalese
- 1998: Saint Maybe
- 1999: Black Devil (Let The Devil Wear Black)
- 1999: The Five Senses
- 1999: Goodbye Lover
- 1999: Das Leben ist was Wunderbares (The Simple Life of Noah Dearbom)
- 2000: Mut zur Liebe (Cupid & Cate)
- 2001–2006: The West Wing – Im Zentrum der Macht (The West Wing, Fernsehserie, 23 Episoden)
- 2002: Pipe Dream – Lügen haben Klempnerbeine (Pipe Dream)
- 2002: The Quality of Mercy
- 2002: Roter Drache (Red Dragon)
- 2002: Master Spy: The Robert Hansen Story
- 2003: Engel in Amerika (Angels in America, Fernseh-Miniserie, 5 Episoden)
- 2004: The Best Thief in the World
- 2004: Saved! – Die Highschool-Missionarinnen (Saved!)
- 2004: Miracle Run
- 2005–2012: Weeds – Kleine Deals unter Nachbarn (Weeds, Fernsehserie, 102 Episoden)
- 2005: Vinegar Hill
- 2005: Romance & Cigarettes
- 2007: Die Räuberbraut (The Robber Bride)
- 2007: Die Ermordung des Jesse James durch den Feigling Robert Ford (The Assassination of Jesse James by the Coward Robert Ford)
- 2008: Die Geheimnisse der Spiderwicks (The Spiderwick Chronicles)
- 2009: Solitary Man
- 2010: Howl – Das Geheul (Howl)
- 2010: R.E.D. – Älter, Härter, Besser (RED – Retired. Extremely Dangerous)
- 2010: Les passages
- 2013: R.I.P.D.
- 2013: R.E.D. 2 (RED 2)
- 2013: Christmas in Conway (Fernsehfilm)
- 2014: Behaving Badly – Brav sein war gestern (Behaving Badly)
- 2014: The Blacklist (Fernsehserie, 4 Episoden)
- 2016: Chronically Metropolitan
- 2017: Golden Exits
- 2017: Billions (Fernsehserie, 2 Episoden)
- 2017: When We Rise (Fernsehserie, 4 Episoden)
- 2017: Mr. Mercedes (Fernsehserie, 6 Episoden)
- 2018: Red Sparrow
- 2021: The Same Storm
- 2021: Colin in Black & White (Fernsehserie, 6 Episoden)
- 2023: Seneca – Oder: Über die Geburt von Erdbeben (Seneca)
- 2024: Omni Loop
- 2024: Woody Woodpecker geht ins Camp (Woody Woodpecker Goes to Camp)
- 2024: The Gray House (Fernsehserie)
- 2025: Elsbeth (Fernsehserie, 2 Episoden)
- 2025: Das Institut (Fernsehserie, 8 Episoden)

## Auszeichnungen und Nominierungen (Auswahl)
|      | Ergebnis  | Kategorie | Award                     |
| ---- | --------- | --- | ------------------------- |
| 2003 | Nominiert | Outstanding Performance by an Ensemble in a Drama Series                                                          | Screen Actors Guild Award |
| 2004 | Gewonnen  | Best Performance by an Actress in a Supporting Role in a Series, Miniseries or Motion Picture Made for Television | Golden Globes             |
| 2004 | Nominiert | Best Actress in a Supporting Role in a Miniseries or a Motion Picture Made for Television                         | Satellite Awards          |
| 2004 | Nominiert | Outstanding Performance by a Female Actor in a Television Movie or Miniseries                                     | Screen Actors Guild Award |
| 2005 | Gewonnen  | Outstanding Actress in a Series, Comedy or Musical                                                                | Satellite Awards          |
| 2006 | Gewonnen  | Best Performance by an Actress in a Television Series - Comedy or Musical                                         | Golden Globes             |
| 2006 | Nominiert | Best Actress in a Series, Comedy or Musical                                                                       | Satellite Awards          |
| 2006 | Nominiert | Outstanding Performance by a Female Actor in a Comedy Series                                                      | Screen Actors Guild Award |
| 2007 | Nominiert | Best Performance by an Actress in a Television Series - Comedy or Musical                                         | Golden Globes             |
| 2007 | Nominiert | Outstanding Performance by a Female Actor & Ensemble in a Comedy Series                                           | Screen Actors Guild Award |
| 2008 | Nominiert | Best Performance by an Actress in a Television Series - Comedy or Musical                                         | Golden Globes             |
| 2008 | Nominiert | Best Actress in a Series, Comedy or Musical                                                                       | Satellite Awards          |
| 2008 | Nominiert | Outstanding Performance by a Female Actor in a Comedy Series                                                      | Screen Actors Guild Award |
| 2009 | Nominiert | Best Performance by an Actress in a Television Series - Comedy or Musical                                         | Golden Globes             |
| 2009 | Nominiert | Favorite TV Drama Diva                                                                                            | People’s Choice Awards    |
| 2009 | Nominiert | Best Actress in a Series, Comedy or Musical                                                                       | Satellite Awards          |
| 2009 | Nominiert | Outstanding Performance by a Female Actor & Ensemble in a Comedy Series                                           | Screen Actors Guild Award |
| 2010 | Nominiert | Best Actress in a Motion Picture, Comedy or Musical                                                               | Satellite Awards          |

## Autobiografie
- Dear Mr. You. Simon & Schuster, 2015
  - Die Männer meines Lebens. Übersetzung Anette Grube. Frankfurt am Main : Fischer, 2016